# Conde de Marim
Conde de Marim é um título nobiliárquico criado por D. Carlos I de Portugal, por Decreto de 13 de Setembro de 1897, em favor de António José Maria da Franca e Horta Machado da Cunha Mendonça e Melo Ribadeneira e Aragão Corte Real.
Titulares
1. António José Maria da Franca e Horta Machado da Cunha Mendonça e Melo Ribadeneira e Aragão Corte Real, 1.º Conde de Marim.

Após a Implantação da República Portuguesa, e com o fim do sistema nobiliárquico, usaram o título: 
1. João Carlos da Franca e Horta Machado, 2.º Conde de Marim, 2.º Conde de Alte;
2. António da Franca de Mello de Horta Machado, 3.º Conde de Marim, 3.º Visconde e 3.º Conde de Alte, 2.º Conde de Selir.[2]